# Сан Джорджо ди Ногаро
Сан Джо̀рджо ди Нога̀ро (на италиански: San Giorgio di Nogaro; на фриулски: San Zorz di Noiâr, Сан Дзордз ди Нояр) е градче и община в Северна Италия, провинция Удине, автономен регион Фриули-Венеция Джулия. Разположено е на 7 m надморска височина. Населението на общината е 7755 души (към 2010 г.).